# 埃涅阿斯

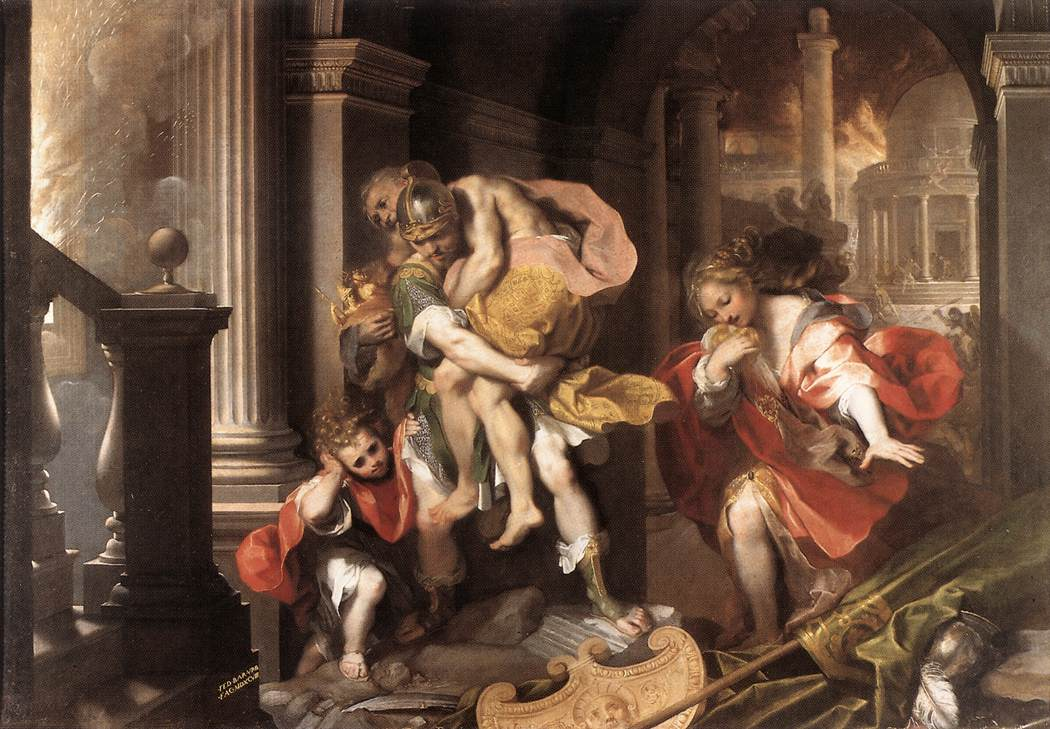
《埃涅阿斯奔離燃燒的特洛伊城》，菲德里克·巴洛奇在1598所畫，現存於羅馬的博爾蓋塞美術館

埃涅阿斯（羅馬化：Aineías)，也譯作「伊尼亞斯」，特洛伊英雄，宙斯之子達達諾斯的後裔，特洛伊王子安喀塞斯與愛神阿佛洛狄忒（相對於羅馬神話中的愛神維納斯）的兒子。埃涅阿斯的父親與特洛伊末代國王普里阿摩斯有著疏堂兄弟的關係。維吉爾的《埃涅阿斯紀》描述了埃涅阿斯從特洛伊逃出，然後建立羅馬城的故事。他在希臘與羅馬神話及歷史中扮演很重要的角色。他也在荷馬史詩《伊利亞特》和莎士比亞的《特洛伊圍城記》中出現。

## 傳說
在《伊利亞特》中，埃涅阿斯是Dardan的領導（特洛伊的盟軍），也是特洛伊王子赫克托耳的主將之一。詩中記載埃涅阿斯的母親阿佛洛狄德在戰場上常會出現幫忙，他也是太陽神阿波羅的最愛。當狄俄墨德斯將要在戰場上殺死埃涅阿斯時，埃涅阿斯被阿佛洛狄德和阿波羅帶到別迦摩療傷。儘管他不是王族長子，但是由於日後會繼承特洛伊的王位，所以被阿喀琉斯行刺時，平常站在希臘一方的海神波赛頓也會幫助他。(《伊利亞特》，xx. 308)。
在《埃涅阿斯紀》的開首，記載了埃涅阿斯在特洛伊被希臘攻陷後，聚集了一群人，他們被稱為Aeneads，他們從特洛伊逃到現今的義大利，然後成為羅馬人的祖先。亞尼斯的喇叭手Misenus、他父親安喀塞斯（Anchises）、他朋友阿盖特（Achates）、瑟吉圖斯（Sergestus）和阿克蒙（Acmon）、醫師伊亞皮西（Iapyx）、他兒子斯卡尼斯（Ascanius）還有嚮導弥玛斯。他從特洛伊搬著家族守護神拉爾（Lares）和家神那特斯（Penates）的塑像抵達義大利。
這一行人途中又在西西里島停留過，被當地國王阿凱斯特斯（河神克林尼蘇，Crinisus和達旦尼爾女人所生的兒子）款待。當船離開的時候，奧德修斯的船隊中的一員Achaemenides也加入他們。
在旅途中，埃涅阿斯和他同行者在迦太基著陸。埃涅阿斯和迦太基皇后伊利沙（又稱蒂朵）產生短暫的戀情。蒂朵提議要這些特洛伊人在迦太基定居下來，由她和埃涅阿斯共同統治這些人。可是朱諾和愛神派使者墨丘利提醒了埃涅阿斯他旅途的意義，建議他悄悄離開迦太基繼續前進。當蒂朵發現了這一行人已經離開，她為自己築了個火葬用的堆台，她站在堆台上發出了著名的詛咒，使迦太基人永遠反對特洛伊人，接著她用刀插入胸口自殺。據說當埃涅阿斯後來旅行到冥府時曾呼叫過她的鬼魂，但她完全沒理他。
不久，行抵義大利之後，埃涅阿斯便與法勒里城（Falerii）開戰。拉丁人之王——拉丁努斯（Latinus）迎接了從特洛伊一役中逃離出來的埃涅阿斯軍隊，讓他們在拉丁平原（Latium）中重新生活。拉丁王之女拉維尼亞（Lavinia）原本已許配給盧杜里（Rutuli）之王圖努斯（Turnus），但拉丁努斯卻收到了一份神諭，說拉維尼亞會嫁予一位來自外地的人，也就是埃涅阿斯。拉丁努斯十分在意這個神諭，結果，圖努斯在朱諾強烈要求下，聯合了厄特魯斯克（the Etruscans）之王達爾康（Tarchon）以及拉丁（Latins）女王亞瑪達（Amata），向埃涅阿斯宣戰。最後，埃涅阿斯一軍獲得最終勝利，而圖努斯則死於疆場。於是，埃涅阿斯建立了一座城市，並以其妻之名，將此城命名為「拉維尼」（Lavinium）。不久，埃涅阿斯將蒂朵之妹（姊？）安娜·貝勒拿（Anna Perenna）接了過來，但安娜在得知拉維尼亞心存妒忌時，便自殺而亡。
埃涅阿斯在死後，被尊為英帝格斯神（Indiges）。一些在詹姆士‧法來澤（James Frazer）的作品中得到啟發，認定埃涅阿斯原本就是死後又重生的一名神祇。